# Barbarea
Barbarea là chi thực vật có hoa trong họ Cải.